# Rainer Simon (Regisseur)
Rainer Simon (* 11. Januar 1941 in Hainichen, Landkreis Döbeln, Sachsen) ist ein deutscher Filmregisseur und Drehbuchautor, der in den 1980er Jahren ein wichtiger Regisseur der DEFA war.

## Leben und Werk
Rainer Simon wuchs nach der Scheidung seiner Eltern bei seiner Mutter, einer Sekretärin, auf. Er besuchte die Grundschule in Hainichen. Mit 17 Jahren trat er in die SED ein. Nach seinem Abitur 1959 in Frankenberg versah er zwei Jahre Wehrdienst in der Nationalen Volksarmee. 
Simon studierte von 1961 bis 1965 an der Hochschule für Film und Fernsehen Potsdam-Babelsberg die Fachrichtung Regie. Sein Studium beendete er mit dem Diplomfilm Peterle und die Weihnachtsgans Auguste (1964) und wurde anschließend von der DEFA eingestellt. Als Regie-Assistent beim DEFA-Studio für Spielfilme assistierte Simon zunächst Filmregisseur Ralf Kirsten bei Der verlorene Engel (1965) sowie Konrad Wolf bei Ich war neunzehn (1967). Sein erstes eigenes Filmprojekt, eine Verfilmung von Horst Bastians Roman Die Moral der Banditen, konnte er infolge des 11. Plenums des ZK der SED nicht realisieren. 1966 inszenierte er für das DEFA-Studio für populärwissenschaftliche Filme den semidokumentarischen Streifen Freunde von Werbellinsee über das internationale Ferienlager „Pionierrepublik Wilhelm Pieck“. Ab 1968 arbeitete er als Regisseur im DEFA-Studio für Spielfilme in Potsdam-Babelsberg.
Als Stoff für seinen Debütfilm Wie heiratet man einen König? (1968) wählte Simon ein Märchen der Brüder Grimm und kombinierte es mit thematischen und stilistischen Eigenheiten. Weitere Spielfilme folgten, wie beispielsweise seine zweite Märchenverfilmung Sechse kommen durch die Welt (1972) und Till Eulenspiegel (1975) nach der Filmerzählung von Christa und Gerhard Wolf, aber auch Gegenwartsfilme, die durchaus kritisch den DDR-Alltag darstellten. Die Filmadaption von Paul Kanut Schäfers Roman Jadup und Boel wurde 1981 kurz vor der Premiere von der DDR-Zensur verboten und erst 1988 uraufgeführt. Durch seine politische Haltung, die sich in seinen Filmen sowie seinen politischen Äußerungen widerspiegelte, wurde Simon ein Fall für die Staatssicherheit, die ihn mehrfach beschattete und bespitzelte. Seinen größten Erfolg feierte der Regisseur 1985 mit dem Film Die Frau und der Fremde, der bei der Berlinale 1985 mit einem Goldenen Bären ausgezeichnet wurde. In jenen Jahren entstanden auch die Filme Das Luftschiff (1982) und Wengler & Söhne (1986).
1987 erhielt Simon den Konrad-Wolf-Preis.
Im September 1989 erschien der Film Die Besteigung des Chimborazo als Koproduktion DDR/BRD, ein Spielfilm über Alexander von Humboldt mit Jan Josef Liefers in der Hauptrolle, gedreht an Originalschauplätzen in Ecuador.
Nach der Wende drehte Rainer Simon die Filme Der Fall Ö. (1990) und Fernes Land Pa-isch (1993). Vor allem aber arbeitete er in Südamerika, wo er in verschiedenen Ländern Film-Workshops durchführte und in Ecuador mit Indianern der Anden und des Urwalds die Dokumentarfilme Die Farben von Tigua, Mit Fischen und Vögeln reden und Der Ruf des Fayu Ujmu realisierte. Auch mehrere Fotoausstellungen entstanden. Von 1993 bis 1996 arbeitete Rainer Simon als Professor an der Hochschule für Film und Fernsehen in Potsdam-Babelsberg. Im Jahr 2000 inszenierte er am Hans Otto Theater in Potsdam Soliman von Ludwig Fels.
2005 erschien Simons Autobiografie Fernes Land – die DDR, die DEFA und der Ruf des Chimborazo sowie sein erster Roman Regenbogenboa über einen Deutschen, der die letzten 30 Jahre seines Lebens im Urwald Amazoniens verbringt. Im Jahre 2011 erschien anlässlich einer Fotoausstellung das Buch „Hinter die Bilder schauen - Texte und Fotos aus Amerika“ und 2014 der Roman „Fiktive Mails“.
Simon lebt in Potsdam, ist geschieden und hat zwei Töchter.

## Filmografie (Auswahl)
- 1969: Wie heiratet man einen König?
- 1970: Aus unserer Zeit (Episode 3: Gewöhnliche Leute)
- 1971: Männer ohne Bart
- 1972: Sechse kommen durch die Welt
- 1975: Till Eulenspiegel
- 1979: Zünd an, es kommt die Feuerwehr
- 1981/1988: Jadup und Boel
- 1983: Das Luftschiff
- 1985: Die Frau und der Fremde
- 1987: Wengler & Söhne – Eine Legende
- 1989: Die Besteigung des Chimborazo
- 1991: Der Fall Ö.
- 1992: Brüderchen und Schwesterchen (aus der 5-teiligen ZDF-Reihe: Hier und Jetzt)
- 1993: Fernes Land Pa-isch
- 1994: Die Farben von Tigua
- 1999: Mit Fischen und Vögeln reden (engl. Talking with Fish and Birds)[2]
- 2003: Der Ruf des Fayu Ujmu

## Auszeichnungen
- 1985: Goldener Bär für den Film Die Frau und der Fremde[2]
- 2021: Preis für das filmkünstlerische Lebenswerk der DEFA-Stiftung[2]

## Theater (Regie)
- 2000: Ludwig Fels: Soliman (Hans Otto Theater Potsdam)

- Alexander Osang: „Jadup und Boel“ – Die Akte zum Film. In: Aufsteiger – Absteiger: Karrieren in Deutschland. Ch. Links Verlag, Berlin 1993, ISBN 3-86153-040-6.
- Rainer Simon: Fernes Land: die DDR, die DEFA und der Ruf des Chimborazo. Aufbau Taschenbuch Verlag, Berlin 2005, ISBN 3-7466-2156-9.
- Elke Schieber, Ingrid Kirschey-Feix: Simon, Rainer. In: Wer war wer in der DDR? 5. Ausgabe. Band 2. Ch. Links, Berlin 2010, ISBN 978-3-86153-561-4.
- Die Studenten sind so widerspruchslos. In: Berliner Zeitung,  31. Dezember 2008, S. K02; Interview mit Ralf Schenk
- Rainer Simon: Labor oder Fließband? Produktionsbedingungen freier Musiktheaterprojekte an Opernhäusern. Theater der Zeit, Berlin 2013, ISBN 978-3-943881-09-7.
- Günter Helmes: Herrschaft und Rebellion gegen Gott und die Welt. Der Spielfilm - Essay "Till Eulenspiegel" (1975). In: Michael Grisko (Hrsg.): Die Zeit, die Welt und das Ich. Zum filmischen Werk von Rainer Simon. Potsdam 2016, S. 66–90. ISBN 978-3-86505-408-1.
- Michael Grisko (Hrsg.): Die Zeit, die Welt und das Ich. Zum filmischen Werk von Rainer Simon. Potsdam 2016. ISBN 978-3-86505-408-1.